# 迈克·雷蒙
迈克·雷蒙（英語：Michael Redmond，1963年5月25日—），美国职业围棋棋手，日本棋院职业九段。迈克·雷蒙是世界上唯一一位非东亚裔的围棋九段。

## 生平
雷蒙出生于美国加利福尼亚州圣巴巴拉，1974年在父亲的影响下开始学习围棋，很快显露出天分。1976年前往日本学棋，次年拜大枝雄介为师。1981年入段，正式成为职业棋手，2000年升为九段。
雷蒙曾获得过1985年留园杯冠军、1990年俊英战亚军、1992年日本新人王战亚军，并在2003年打入棋圣战四强，最后败于依田纪基。
除了做為母語的英语，雷蒙還能说流利的日语，2011年参加第27届美国围棋大会。
2016年3月，Google的子公司Google DeepMind所開發電腦圍棋程式AlphaGo與世界冠军南韓籍九段棋士李世乭（이세돌）進行五番棋对战，这个程序使用谷歌位于美国的云计算服务器，并透過光缆网络连接韩国。五場比賽地點為南韓首爾四季酒店，分別於2016年3月9日、10日、12日、13日和15日舉行 ，由Deepmind团队在YouTube全球直播并由邁克·雷蒙擔任英语解说。

## 家庭
其妻牛娴娴是中国棋院职业三段。牛娴娴的姐姐职业五段牛力力是吴清源生前的秘书。
迈克·雷蒙和牛娴娴有两个女儿。

## 外部連結
- 楚天都市报-中国女婿迈克·雷蒙-世界第一个西洋九段 （简体中文）
- 日本棋院迈克·雷蒙介绍（页面存档备份，存于） [] 错误：{{Lang}}：无文本（帮助）